# Power Rangers - Il film
Power Rangers - Il film (Mighty Morphin Power Rangers: The Movie) è un film del 1995 diretto da Bryan Spicer.
Il film è ispirato alla serie televisiva Power Rangers ma, a differenza di quest'ultima, non utilizza scene tratte da telefilm della serie Super sentai, è stato girato a Sydney e non è in continuity con la serie TV.

## Trama
Dopo che i Ranger hanno partecipato a una raccolta fondi buttandosi con il paracadute viene disseppellito per sbaglio un uovo gigante in un cantiere di Angel Grove. Lord Zedd e Rita Repulsa riescono ad aprire l'uovo e a fare uscire la creatura al suo interno, Ivan Ooze. Zordon lo aveva intrappolato dentro l'uovo migliaia di anni fa e adesso Ooze è deciso a vendicarsi su di lui; quindi si traveste da mago ambulante e si mette a regalare ai ragazzi della città una sostanza fangosa viola, che ha il potere di prendere sotto controllo i loro genitori, al fine di disseppellire e ricostruire i suoi Titani Ectomorfici, Hornitor e Scorpitron.
Mentre i Power Ranger combattono gli uomini di Ivan Ooze il Centro di Comando è lasciato senza difese, permettendo a Ooze di distruggerlo, quasi uccidendo Zordon e disattivando Alpha 5. A causa della distruzione i Power Ranger perdono i loro poteri e si ritrovano costretti ad andare sul pianeta Phaedos a trovare il nuovo potere dei Ninjetti. Sul pianeta Phaedos i Ranger vengono aiutati da Dulcea, che dona ai sei ragazzi il nuovo potere Ninja basato sui sei animali: il falco a Tommy, la scimmia a Rocky, l'orso ad Aisha, il lupo a Billy, l'airone a Kimberly e la rana ad Adam. Dulcea manda i Ranger verso il Tempio Ninjetti per trovare il nuovo Grande Potere. Sulla loro strada devono combattere uno scheletro di dinosauro vivente e alcune statue viventi al tempio. Quando le statue vengono infine distrutte il Grande Potere viene rivelato ai sei ragazzi, che sono così pronti a tornare sulla Terra.
Al loro ritorno i Ranger trovano la terra sotto l'attacco dei Titani Ectomorfici di Ooze e chiamano allora i loro nuovi Ninjazord a combattere e riescono a distruggere Scorpitron. Per combattere Hornitor, che si fonde con Ivan, i Power Ranger formano il Ninja Mega Falconzord per provare a distruggerlo, e vanno nello spazio a combattere. Durante il combattimento i Ranger riescono a liberarsi dalla presa del gigante alieno ectomofico e lo lanciano verso la cometa di Ryan che passava in quel momento nelle vicinanze della Terra, disintegrandolo. Ucciso Ivan i genitori zombificati, oramai prossimi a cadere in un baratro e fermati per un soffio da Fred e da Bulk e Skull con l'ausilio di un idrante, tornano in sé riabbracciando i loro cari figli. I Ranger decidono di tornare alla base e trovano Zordon, che oramai è morto; decidono quindi di usare il potere supremo per riportarlo in vita e ricostruire il quartier generale. Alla fine del film Angel Grove ringrazia i nostri eroi con i fuochi d'artificio e i Ranger festeggiano la vittoria insieme a Fred.

## Personaggi

### Protagonisti
- Tommy: Il White Ranger, capo dei Power Ranger. Ha lo zord della Tigre Bianca, ma quando acquista il potere supremo ninja ottiene il falco.
- Rocky: Il Red Ranger. Ha lo zord del Tirannosauro, ma quando acquista il potere supremo ninja ottiene la scimmia.
- Billy: il Blue Ranger. Ha lo zord del Triceratopo, ma quando acquista il potere supremo ninja ottiene il lupo.
- Adam: Il Black Ranger. Ha lo zord del Mammut, ma quando acquista il potere supremo ninja ottiene il ranocchio.
- Kimberly: La Pink Ranger. Ha lo zord dello Pterodattilo, ma quando acquista il potere supremo ninja ottiene l'airone.
- Aisha: La Yellow Ranger. Ha lo zord dello Smilodonte, ma quando acquista il potere supremo ninja ottiene l'orso.
- Fred: Un giovane ragazzo amico dei nostri eroi e molto fan delle loro forme da Ranger. Insieme a Bulk e Skull e a tutti i bambini, i quali Ivan Ooze ha ipnotizzato i genitori per disseppellire le sue macchine, riuscirà a fermare gli adulti dall'intento di suicidarsi, mentre i Ranger combattono Ivan Ooze con Hornitor.
- Frankus "Bulk": Un uomo che si diletta a fare il bullo e fa coppia con Skull, insieme formano il duo comico della serie. Per una parte di merito, salveranno insieme a Fred i genitori zombificati da Ivan Ooze.
- Eugene "Skull": Un uomo che si diletta a fare il bullo e fa coppia con Bulk, insieme formano il duo comico della serie. Per una parte di merito, salveranno insieme a Fred i genitori zombificati da Ivan Ooze.
- Signor Kelman: Il padre di Fred, viene ipnotizzato da Ivan Ooze e reso suo schiavo insieme agli altri genitori di Angel Grove, dopo aver toccato la melma viola che Fred ha comprato da Ooze stesso sotto mentite spoglie.
- Zordon: Un alieno proveniente da Eltar che ha deciso insieme al suo fedele servitore, Alpha 5, di formare un gruppo di ragazzi per difendere la Terra dai malvagi chiamato Power Ranger, dotandoli di Zord, macchine d'assalto a forma di animali, che possono assemblarsi tra di loro per formare il robot gigante Megazord, e di un costume colorato che gli dona un potere sovrumano. Nel film viene ucciso da Ivan Ooze e spetterà ai Ranger vendicarlo.
- Dulcea: Principessa guerriera del pianeta Phaedos, è una donna affascinante e molto forte con il bastone. Salverà i Ranger dagli Ooze uccello, tirapiedi alati di Ivan, e li metterà in fuga. Grazie a essa i nostri eroi scoprono nuovi zord, i Ninjazord, e indossano il completo ninja dei ninjetti, dandogli il grande incarico di avventurarsi nella pericolosa giungla di Phaeodos per cercare la fonte dei nuovi poteri che gli consentirebbero di salvare la Terra da Ivan. Il suo animale guida è una civetta. Si rivela agli eroi come un'amica di Zordon, preoccupandosi della sua salute e odia profondamente Ivan.
- Alpha 5: il fedele servitore robot di Zordon. Assiste con cura Zordon, messo in fin di vita da Ivan Ooze, e spera che i Ranger tornino presto alla base prima che egli muoia per mancanza di energia.

### Antagonisti
- Rita Repulsa: nel film ha un ruolo marginale insieme a Goldar e Mordant, viene imprigionata in una palla con la neve da Ivan insieme a Lord Zedd.
- Lord Zedd: nel film ha un ruolo marginale insieme a Goldar e Mordant, viene imprigionato in una palla con la neve insieme a Rita da Ivan.
- Goldar: nel film aiuterà Ivan nel suo piano insieme a Mordant, dopo che Lord Zedd e Rita vengono imprigionati in una palla con la neve da Ivan.
- Mordant: Nemico esclusivo del film, assomiglia a un alieno dalle fattezze da cinghiale. Aiuta Ivan insieme a Goldar nei suoi piani loschi, dopo che Lord Zedd e Rita vengono imprigionati in una palla con la neve da Ivan.
- Ivan Ooze: Nuovo antagonista presente solo nel film. È un alieno ectomorfico segregato sottoterra per migliaia di anni dentro un uovo gigante da Zordon, viene disotterrato dagli operai e liberato dal lungo sonno da Lord Zedd. Come prima cosa ucciderà Zordon e disattiverà i poteri dei Ranger, per poi ipnotizzare i genitori di Angel Grove con una melma viola per disotterrare le sue macchine di distruzione Hornitor e Scorpitron e mandarle a distruggere la Terra, ma alla fine i suoi piani di dominio andranno in fumo quando i Ranger acquisiranno il nuovo potere ninja e lo distruggeranno con il Ninja Falcon Megazord e alla cometa di Ryan.
- Hornitor: Una delle due macchine ectomorfiche di Ivan Ooze. È una gigantesca vespa antropomorfa di metallo capace di sparare raggi laser dagli occhi. Si fonderà con Ivan alla fine per fronteggiare all'ultimo sangue il Ninja Falcon Megazord, dopo che Scorpitron viene distrutto.
- Scorpitron: Una delle due macchine ectomorfiche di Ivan Ooze. Rispetto a Hornitor assomiglia ad uno scorpione gigante di metallo che spara raggi laser dal pungiglione della sua coda. Verrà distrutto dal Falcon Zord di Tommy.
- Ooze Men: i primi guerrieri ectomorfici evocati da Ivan per distrarre i Power Ranger, mentre lui si reca alla base dei Ranger per distruggere il suo carceriere Zordon.
- Ooze Birds: i guerrieri uccello evocati da Ivan e incaricati da lui di uccidere i Power Ranger sul pianeta Phaedos e impedirgli di ottenere il grande potere che possa sconfiggerlo.

## Distribuzione
Il film è stato distribuito nelle sale statunitensi il 30 giugno 1995, mentre in quelle italiane è stato distribuito a partire dal 22 settembre 1995.